# Pneuma
Pneuma (in greco antico: πνεῦμα?) è un termine che significa "respiro", "aria", "soffio vitale".

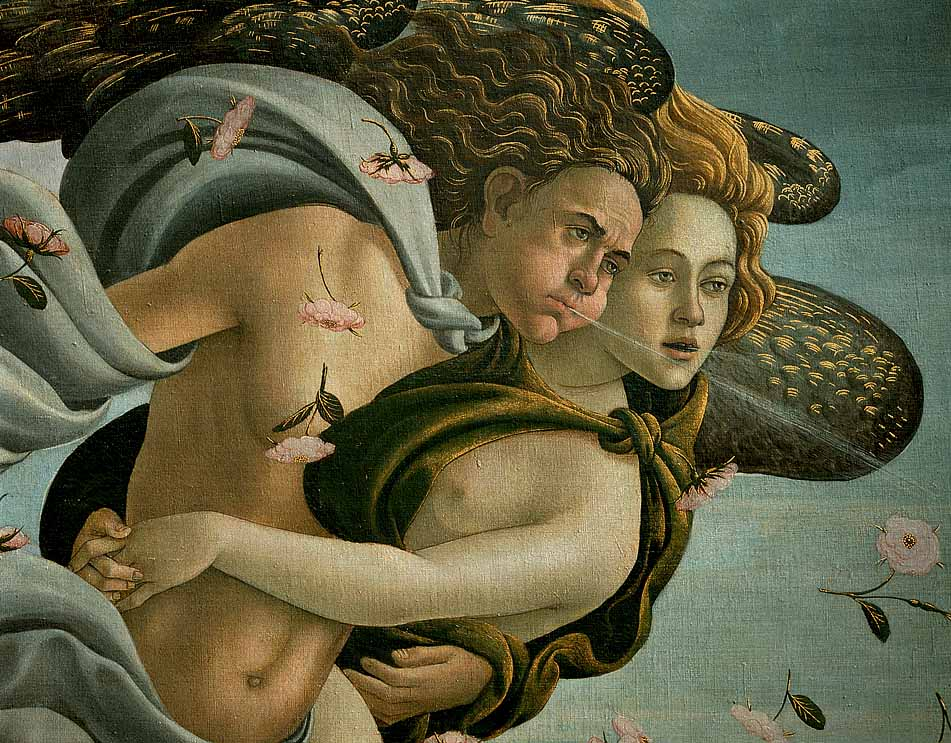
Dettaglio da La nascita di Venere (Botticelli, Uffizi di Firenze), in cui il vento Zefiro, col suo soffio vitale, feconda la dèa.

## Storia filosofica
Il termine pneuma ha avuto un uso nelle dottrine filosofiche attraverso i secoli seppur legato al significato originale di volta in volta veniva declinato in base alla dottrina filosofica o religiosa che lo inquadrava nella propria dottrina.

### Presocratici
I filosofi presocratici indicavano con questo termine l'Anima intesa come principio originario e universale, l'archè (ἀρχή), connesso alla vita, impalpabile e invisibile, dunque immateriale ma anche materiale come dimostra un otre vuoto che soffiandovi dentro si gonfia riempiendosi di materia.
In particolare, fu Anassimene di Mileto a identificare l'archè con il pneuma, infinito e illimitato nella quantità come l'Ápeiron del predecessore Anassimandro. Secondo Aezio:
(DK 13, B2)

### Stoicismo, neoplatonismo e gnosticismo
Con gli stoici il termine viene accostato a quello di spirito, inteso come aria, o meglio elemento eterico purissimo, appartenente al dio che dà vita alle realtà del mondo, e le guida secondo i suoi voleri.
Nel I secolo, nell'ambito della teoria umorale, Galeno chiamerà pneumata i tre spiriti che presiedono alle tre diverse facoltà dell'anima umana (concupiscente, emotiva e razionale), e risiedenti rispettivamente nel fegato, nel cuore e nel cervello.
Sebbene in seguito Plotino non utilizzi molto questo termine, i suoi seguaci ne faranno un attributo del corpo astrale umano, di natura intermedia, chiamato ochema e detto appunto pneumatico.
Esso verrà invece ripreso dagli gnostici per indicare la parte più elevata dell'anima umana in un'ottica tripartita, che vedeva l'uomo composto di pneuma, psyché, e sòma (cioè spirito, anima psichica, e corpo), con la parte superiore che resta nel mondo spirituale, e quindi «non discesa», priva di contatto col corpo carnale. A seconda della preferenza di ogni individuo a coltivare una di queste tre componenti, gli gnostici suddivisero gli umani rispettivamente in «pneumatici», «psichici» e «ilici».
Il termine ricompare nella storia della filosofia negli autori rinascimentali, come Agrippa di Nettesheim, Paracelso, Giordano Bruno che secondo le credenze magiche e le scienze occulte del tempo intendevano lo pneuma come un'entità spirituale, strumenti di cui si serviva la divinità e gli esseri astrali per influire sulle azioni umane.

### Cristianesimo ed Ebraismo
Nel Cristianesimo lo pneuma traduce il termine ebraico spirito "ruah" (רוח), nome di genere femminile che significa anche vento, respiro.
La teologia cristiana userà il termine pneuma per indicare lo "Spirito Santo" che in ebraico è nominato רוח הקודש, "ruah hakodesh".
Per la religione ebraica con tale termine viene indicata la Potenza divina che può riempire gli uomini della sua sapienza, ad esempio i profeti. Questo concetto non ha avuto tuttavia uno sviluppo particolare nell'Ebraismo, come invece è stato nel Cristianesimo che ne tratta nella pneumatologia, termine introdotto in filosofia da Leibniz, con cui la dottrina teologica studia la relazione tra lo Spirito Santo e la Trinità.